# СССР на Всемирных играх
СССР принимал участие во Всемирных играх только в 1989 году.
По результатам всех Игр, спортсмены СССР завоевали всего 36 медалей, из них 15 золотых; в командном медальном зачёте за всю историю Игр СССР занимает (по состоянию после Игр 2022) 26-е место.

## Медальный зачёт
по Играм
| Игры          | Спортсменов    | Золото         | Серебро        | Бронза         | Всего          | Место          |
| 1981—1985     | не участвовали | не участвовали | не участвовали | не участвовали | не участвовали | не участвовали |
| Карлсруэ 1989 |                | 15             | 13             | 8              | 36             | 3              |
| Всего         | Всего          | 15             | 13             | 8              | 36             | 26             |

по видам спорта (на Играх 1989)
| Вид спорта        | Золото | Серебро | Бронза | Всего |
| Плавание в ластах | 12     | 6       | 5      | 23    |
| Спасение жизни    | 3      | 7       | 3      | 13    |
| Итого             | 15     | 13      | 8      | 36    |